# ألفريد إليس تورنيبوم
ألفريد إليس تورنيبوم (16 أكتوبر 1838 – 21 أبريل 1911) هو عالم جيولوجي سويدي، اشتهر اليوم بدراسته لفالق فوقي لسلسلة جبال كاليدونيا .

## المسيرة العلمية
بعد دراسته في المعهد الملكي للتكنولوجيا (KTH) 1855-1858، عمل في هيئة المسح الجيولوجي السويدية (SGU) 1859-1873، من عام 1870 كرئيس لها. 1873-1874 درس صخرية المجهر في جامعة لايبزيغ تحت إشراف فرديناند زيركيل [الإنجليزية]. في عام 1874 استقال من الهيئة للعمل الخاص كجيولوجي، ولعدة سنوات أجرى مسوحات جيولوجية لشركات سويدية مختلفة. درّس الجيولوجيا وعلم المعادن في المعهد الملكي من عام 1878 وشغل منصب محاضر 1885-1897. عاد إلى الهيئة في عام 1897، خلفًا لأوتو توريل، وعُين أستاذًا. ظل في المنصب حتى عام 1906.
انتخب عضوا في الأكاديمية الملكية السويدية للعلوم عام 1876.

## تكريم
سُميت سلسلة جبال تورنيبوم [الإنجليزية] في ناثورست لاند [الإنجليزية] في سبيتسبرغن بسفالبارد باسمه.